# Nacionalni park Pelister
Nacionalni park Pelister (makedonski: Национален Парк Пелистер – Nacionalen Park Pelister) jedan je od tri sjevernomakedonska nacionalna parka, a nalazi se u jugozapadnom dijelu Sjeverne Makedonije.
Prostire se na površini od 17.150 hektara.
Proglašen je nacionalnim parkom 1948. godine kao prvo sjevernomakedonsko zaštićeno prirodno dobro.
Karakterističan je po mnogobrojnim vrhovima višim od 2000 metara, razdvojenim dubokim dolinama.
Najviši je vrh Pelister (2601 m).
Od svih reljefnih oblika u parku najpoznatije su tzv. kamene rijeke.
Najveći se dio nacionalnog parka nalazi u Baba-Planini.

## Ostali sjevernomakedonski nacionalni parkovi
- Nacionalni park Galičica
- Nacionalni park Mavrovo

## Vanjske poveznice
- Službene stranice Nacionalnog parka Pelister[neaktivna poveznica]